# Костел Святого Станіслава Костки (Грубешів)
Костел Святого Станіслава Костки в Грубешеві (пол. Kościół św. Stanisława Kostki w Hrubieszowie) — римо-католицький храм у місті Грубешів, Польща. Тут з 8 вересня 2002 року зберігається чудотворна ікона Сокальської Богоматері.

## Історія
Будівля була побудована у 1795–1828 роках в стилі бароко як унійний храм Святого Миколая. У 1875 році, після ліквідації унійної єпархії Холма, храм передали Православній церкві. У 1918 році він перейшов до власності Латинської церкви, отримавши назву в честь Станіслава Костки.
Повністю відновлений у 1953 році. В даний час являє собою суміш стилів бароко та класицизму, має низький передсінок та прикрашений пілястрами фасад. У 1868 році зі східного боку була добудована дзвіниця.

## Панорама Гробу Господнього
Панорама Гробу Господнього в костелі святого Станіслава Костки була написана українцем Леонідом Качковським з Полонного — випускником Львівської академії мистецтв, який також є автором Різдвяної шопки костелу. Художник закінчив роботу в 2003 році на полотні, розміром 6х6 м. Робота над твором тривала півтора місяця.
Картина зображує сцени, пов'язані з Страстними Євангеліями та смерть Ісуса Христа на фоні Єрусалима і Голгофи та є копією панорами, яка була намальована для Церкви бернардинів у Львові на початку ХХ століття Тадеушом Попелем, учнем Яна Матейка. Це полотно в даний час зберігається в Костелі бернардинів у Кракові.
На фоні темного грозового неба, посіченого блискавками, з'являються постаті проклятих і спасенних. У центрі полотна зображені Марія разом зі Святим Іваном і центуріоном, що проповідує славу Божу. Як жест відчаю, з правого боку полотна зображений Юда, що тримаючись за голову, кидається в пекло, який усвідомив жах зради. На дальньому плані по центру видно три хрести і Єрусалимський храм з розірваною завісою на момент смерті Спасителя. Внизу полотна зображена печера і відкрита Гробниця, в якій лежить Христос.
Панорама Гробу Господнього в Костелі доступна для огляду лише у Страсну п'ятницю.

## Чудотворна ікона Сокальської Богородиці

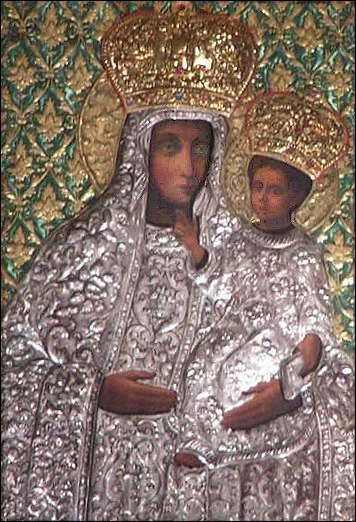
Чудотворна ікона Сокальської Богородиці

В храмі зберігається чудотворна ікона Сокальської Богородиці — ікона, що походить з українського містечка Сокаль, де прославилась чудесними зціленнями важкохворих.
Вона пережила напад татар 1519 року, які дощента спалили місто і церкву, в якій вона зберігалась. Проте ікона не згоріла, її дістали з попелу і відразу ж помістили у невеликій дерев'яній капличці, до якої знову приходили сотні хворих людей, які Божою ласкою діставали зцілення перед іконою.
Слава про ікону сягала найвіддаленіших куточків країни. Проте вірним, які прибували до ікони, важко було доступити до каплички, бо стояла вона в заболоченій місцевості. Тому 2 липня 1604 року Єпископ Холмський Єжи Замойський посвятив перший камінь під будову нового костелу для костелу.
8 вересня 1724 року відбулась коронація Сокальської чудотворної Ікони. Коронацію проводили Львівський латинський архієпископ Ян Скарбек, латинський єпископ Холмський Ян Шанявський і єпископ УГКЦ Йосиф Левицький.
Трагічною подією в історії кляштора була пожежа 25 травня 1843 року.
Зі зміною кордонів у жовтні 1951 року останні монахи покинули монастир і перебралися до Лежайська, а багату бібліотеку і архіви перевезли до Кракова. Так ікона потрапила до цього міста, де зберігалась понад 50 років у каплиці костелу Бернардинів.
8 вересня 2002 року обновлену чудотворну ікону Сокальської Божої Матері «Потішення» перенесли з Кракова до костелу святого Станіслава Костки.

## Сьогодення
У даний час костел належить отцям-Бернардинам.